# Mountainair (Novo México)
Mountainair é uma cidade  localizada no estado americano de Novo México, no Condado de Torrance.

## Demografia
Segundo o censo americano de 2000, a sua população era de 1116 habitantes.
Em 2006, foi estimada uma população de 1077, um decréscimo de 39 (-3.5%).

## Geografia
De acordo com o United States Census Bureau tem uma área de
2,7 km², dos quais 2,7 km² cobertos por terra e 0,0 km² cobertos por água. Mountainair localiza-se a aproximadamente 1928 m acima do nível do mar.

## Localidades na vizinhança
O diagrama seguinte representa as localidades num raio de 32 km ao redor de Mountainair.